# Masao Sugimoto
Masao Sugimoto (jap. 杉本 雅央, Sugimoto Masao; * 26. Juni 1967 in der Präfektur Shizuoka) ist ein ehemaliger japanischer Fußballspieler.

## Karriere
Sugimoto erlernte das Fußballspielen in der Schulmannschaft der Tokai University Daiichi High School und der Universitätsmannschaft der Juntendo-Universität. Seinen ersten Vertrag unterschrieb er 1990 bei Yamaha Motors. Der Verein spielte in der höchsten Liga des Landes, der Japan Soccer League. Für den Verein absolvierte er 32 Spiele. 1993 wechselte er zum Erstligisten Shimizu S-Pulse. 1993 erreichte er das Finale des J.League Cup. 1996 gewann er mit dem Verein den J.League Cup. Für den Verein absolvierte er 32 Erstligaspiele. Ende 1996 beendete er seine Karriere als Fußballspieler.

## Erfolge
Shimizu S-Pulse
- J.League Cup

Sieger: 1996
Finalist: 1993